# Dielocerinae
Dielocerinae – podrodzina błonkówek z rodziny obnażaczowatych.

## Zasięg występowania
Przedstawiciele tej podrodziny występują w krainie neotropikalnej.

## Systematyka
Do Dielocerinae zalicza się 27 gatunki zgrupowanych w 6 rodzajach:
- Dielocerus
- Digelasinus
- Mallerina
- Pachylota
- Themos
- Topotrita